# Mean Time Between Overhaul
(Mean) Time Between Overhaul (MTBO bzw. TBO) sind synonyme englische Bezeichnungen für die durchschnittliche Dauer bis zur Überholung von Geräten, Maschinen oder Motoren. MTBO dient als Maß für die Langlebigkeit von Geräten oder Anlagen.
Je höher der MTBO-Wert, desto langlebiger sollte das Gerät sein. Ein Gerät mit einer MTBO von 100 Stunden wird also wahrscheinlich eher zur Überholung anstehen, als ein ansonsten vergleichbares Gerät mit einer MTBO von 1000 Stunden.

## Beispiel
Die TBO gibt bei einem Flugmotor die Zeit an, bis der Motor grundüberholt werden muss. Bei Hubkolbenmotoren beträgt die TBO zwischen 1000 und 2500 Stunden. Innerhalb dieser Zeit müssen diverse andere Checks durchgeführt werden wie z. B. die 100-Stunden-Kontrolle oder eine 500-Stunden-Kontrolle, die nur von einem geprüften Luftfahrzeugmechaniker ausgeführt werden dürfen.
Ist die TBO-Dauer abgelaufen, muss das Triebwerk zum Hersteller oder zu einer dafür zugelassenen Fachwerkstatt, um grundüberholt zu werden.
Generell gibt es jedoch bei nicht-kommerziell betriebenen Luftfahrzeugen keine Verpflichtung, ein Triebwerk nach Verstreichen der TBO überholen zu lassen. Vermindert sich die Kompression in einem oder mehreren Zylindern unter einen von Motor zu Motor unterschiedlichen Grenzwert oder wird beim Ölwechsel ein hoher Anteil von Metallspänen im Öl gefunden, soll das Triebwerk überholt werden. Je nach Umgang mit dem Triebwerk kann so die tatsächliche Lebensdauer um mehrere 100 Stunden von der angegebenen TBO abweichen.
Bei Luftfahrzeugen in kommerziellem Betrieb ist die TBO jedoch bindend und kennzeichnet den maximalen Wert an Betriebsstunden bis zur Überholung.